# چخورمحله
چخورمحله ( ترکی آذربایجانی: Çuxurməhlə) یک منطقهٔ مسکونی در جمهوری آرتساخ است که در استان آسکران واقع شده‌است.